# Казахстанський ВТТ ОГПУ
Казахстанський ВТТ ОГПУ (рос. КАЗАКСТАНСКИЙ ИТЛ ОГПУ, Казлаг, Казулон) — структурна одиниця системи виправно-трудових таборів Народного комісаріату внутрішніх справ СРСР (ГУЛАГ НКВД).
Організований в 1930;

закритий 17.09.31 — реорганізований в Карлаг.

## Підпорядкування і дислокація
- УЛАГ/ГУЛАГ ОГПУ і ПП(повноважне представництво) ОГПУ по Казакстану.

Дислокація: Казахстан, м.Алма-Ата

## Історія
Згідно «Матеріалів до нарисів з історії Карлаг НКВС СРСР» (1934 р), у другій половині 1930 перед табором було поставлено завдання господарсько освоїти територію в межиріччі Чурубай-Нура (нині Шерубай-Нура) і Сари-су (нині Сарису), «організувавши на ній велике зразкове соціалістичне тваринницьке господарство», яке лягло б у основу продовольчої бази «майбутніх гігантів індустрії — третьої більшовицької кочегарки — Караганди, міделиварного комбінату Балхаша і Карсакпая». Заявка на відведення землі задоволена Наркомземом в жовтні 1930, на початку липня 1931 земельні фонди (1 млн га) передані Казлагу.
Один з найбільших виправно-трудових таборів ОГПУ-НКВД СРСР був створений в 1930 році на території трьох районів Карагандинської області — Тельманського, Жана-Аркінського і Нуринського. У документах він називався радгоспом НКВД «Гігант».

## Виконувані роботи
- лісозаготівлі, робота на цегельних заводах для Турксибу,
- мощення вулиць Алма-Ати,
- робота в радгоспах (відомості на середину 1930),
- організація радгоспу «Гігант»

## Чисельність з/к
- 01.06.30 — близько 5000;
- 15.04.31 — 15 500